# 新舊間
新舊間（韓語：신구간）是朝鮮半島濟州特別自治道的傳統民俗節日。

## 历史
時間在二十四節氣大寒之後第5天（1月25日前後）至立春之前3天（2月1日前後），恰值舊季節到新季節之間的過渡階段，也是濟州島最冷的時候。在此期間，人們搬家、裝修、購置家用電器，因為人們相信此時因歲官交承，神靈工作繁忙而無暇顧及民間，可以百無禁忌地動土。新舊間還是濟州島的農閒時節，人們會把農活以外的雜事集中到這段時間來做。
新舊間反映了歷史上濟州島先民順應自然規律，並能延續至21世紀，是永續發展的一種表現。